# Ficus sangumae
Ficus sangumae är en mullbärsväxtart som beskrevs av Weiblen och Whitfeld. Ficus sangumae ingår i släktet fikonsläktet, och familjen mullbärsväxter. Inga underarter finns listade i Catalogue of Life.